# Zainatuddin av Aceh
Paduka Seri Baginda Sultan Zainatuddin Kamalat Syah av Aceh, död 1700, var regerande drottning, sultaninna, av sultanatet Aceh på Sumatra från 1688 till 1699. Hon var Aches sjuttonde monark och den fjärde och sista av dess kvinnliga monarker, som regerat efter varandra i femtioåtta år, i en obruten linje från 1641 till 1699.

## Biografi
Zainatuddin har sagts vara dotter till Syekh Muhammad Fadlil Syah Teungku di Kedirian, som i sin tur var sonsons son till sultan Sri Alam av Aceh (död 1579), men den uppgiften är inte bekräftad. Det finns inga samtida bekräftade uppgifter om hennes tidiga liv och bakgrund. 

### Regeringstid
År 1688 blev hon utvald att efterträda den avlidna sultaninnan Inayat Zakiatuddin Syah av Aceh. Inte alla kayas, rikets stormän, godkände valet, och fyra av dem marscherade mot huvudstaden i spetsen för fientliga styrkor för att motsätta sig valet. Oppositionens styrkor blev dock besegrade, och hon erkändes som den fjärde regerande sultaninnan.   
Zainatuddins ställning som monark blev dock ifrågasatt på grund av hennes kön. Vid denna tidpunkt hade det muslimska sultanatet Aceh styrts av kvinnor sedan 1641, och den förekom ett brett tryck om att återigen få se en man på tronen. En holländsk besökare, Jacob de Roy, besökte Aceh 1696. Han uppgav att det ofta förekom demonstrationer i huvudstaden Kutaraja till förmån för en manlig monark. Han uppgav att hennes makt formellt sett var absolut, men att hon i praktiken tvingades invänta godkännande från majoriteten av rådet innan hon verkställde ett beslut. En administratör vid hamnen önskade vid denna tid arrangera ett äktenskap mellan drottningen och sin son, som var medlem av palatsvakten och som drottningen tydligen hade visat intresse för. Eftersom han insåg att ett äktenskap skulle väcka avund bland kayas, bad han Jacob de Roy att medla. Ett annat nederländskt vittne, Francois Valentijn, har uppgett att giftermålet faktiskt ägde rum. 

### Avsättning
År 1699 anlände en fatwa från Mecka, utfärdad av qadin Malik al-Adil, som förklarade att kvinnliga härskare var oförenligt med islams principer. Det är inte känt huruvida fatwan hade utfärdats på uppmaning från oppositionen i Aceh, men resultatet var att sultaninnan Zainatuddin avsattes från sin position till förmån för en arab vid namn Badr ul-Alam Syarif Hasyim Jamaluddin, som inte var släkt med den förutvarande dynastin. 
Zainatuddin avled ett år efter sin framtvingade abdikation. 